# Microsteira gracilis
Microsteira gracilis är en tvåhjärtbladig växtart som beskrevs av Marcel Marie Maurice Dubard och Dop. Microsteira gracilis ingår i släktet Microsteira och familjen Malpighiaceae. Inga underarter finns listade i Catalogue of Life.